# Mi 11 Lite 5G
Mi 11 Lite 5GはXiaomiが開発し、2021年6月24日に発表、7月2日に発売したAndroid搭載5Gスマートフォンである。

## 概要
Xiaomiは2021年6月24日に行われたTwitterのライブ配信と同時配信されたYouTubeのライブ配信にて、「Mi 11 Lite 5G」を日本市場に投入することを発表し、同年7月2日に発売した。
また、同年7月9日には、カラーバリエーションのひとつである「シトラスイエロー」を「トリュフブラック」と「ミントグリーン」の2色に続いて発売した。
価格は税込43,800円となっている。
OSは、Android 11をベースにしたMIUI 12が初期搭載された。
画面は6.55インチのアクティブマトリクス式有機ELディスプレイ（AMOLED Display）を、本体の両面・背面の素材には、Corning製の「Gorilla Glass 6」を採用している。
また、筐体側面に指紋認証センサーを搭載している。
背面カメラは6400万画素のメインカメラ、800万画素の超広角カメラ、500万画素のテレマクロカメラで構成される、3眼カメラが搭載され、4K30fpsの動画撮影が可能なほか、1080Pまたは720Pで最大120fpsのスーパースロー撮影が可能になっている。
前面カメラには、2000万画素のフロントカメラが搭載されている。
USB Type-Cを充電・通信ポートに採用するほか、FeliCa（おサイフケータイ® 対応）や赤外線通信機能を備えている。
バッテリー容量は4,250mAhの大容量バッテリーが搭載されており、最大33Wの急速充電に対応している。
無線通信は、モバイルデータ通信において、5G NRのSub-6、デュアルSIMデュアルVoLTE(DSDV)に対応し、このほかWi-Fi 6とBluetooth 5.2に対応する。
SIMカードのサイズは、nano-SIMである。
【出典】
- シャオミ「Mi 11 Lite 5G」発表会、ワン氏「最新スペックを適正価格で提供する」[3]
- シャオミ5Gスマホ「Mi 11 Lite 5G」7月2日発売、FeliCa搭載で4万3800円[4]

## デザイン

### カラーバリエーション
カラーはトリュフブラック、シトラスイエロー、ミントグリーンの3色を展開している。
| カラー | カラーネーム     |
| ------ | ---------------- |
|        | トリュフブラック |
|        | シトラスイエロー |
|        | ミントグリーン   |

## 技術仕様

### 本体
- 高さ： 160.53 mm
- 幅：75.73 mm
- 厚さ：6.81 mm
- 重量：159 g

### 無線通信

#### SIM
- デュアルSIM（nano-SIM）対応〔eSIM非対応〕
- デュアルSIMデュアルVoLTE（DSDV）対応

#### 対応周波数
- 2G（GSM）：2/3/5/8
- 3G（W-CDMA）：1/2/4/5/6/8/19
- 4G LTE（FDD）：1/2/3/4/5/7/8/12/13/17/18/19/20/26/28/32/66
- 4G LTE（TDD）：38/40/41
- 5G NR（Sub-6）：n1/n3/n5/n7/n8/n20/n28/n38/n40/n41/n66/n77/n78

4G対応周波数において、日本の通信事業者大手4キャリア（docomo, au, SoftBank, 楽天モバイル）の主要バンド（Band1/3/8/18/19/26）はすべてカバーしている。
5G周波数においては、docomoのn79以外はすべてカバーしている。

#### Wi-Fi / 近距離無線通信
- Wi-Fi 6（IEEE802.11a/b/g/n/ac）2.4GHz/5GHz
- Bluetooth 5.2
- オーディオコーデック（AAC, LDAC, aptX, aptX-HD, aptX-Adaptive）[5]

- FeliCa（おサイフケータイ® 対応）

#### 衛星測位システム
BeiDou: B1I + B1C+ B2a | GPS：L1 + L5 | Galileo：E1 + E5a | GLONASS：G1 | QZSS：L1 + L5 | NavIC: L5

### メディア

#### オーディオ
デュアルスピーカー

#### オーディオ再生
MP3, FLAC, APE, AAC, WMA, AMR, AWB

#### ビデオ再生
MP4, MKV, AVI, WMV, WEBM, 3GP, 3G2, ASF

#### センサー
近接センサー, 周囲光センサー, 加速度計, ジャイロスコープ, 電子コンパス, リニアモーター, IR ブラスタ

#### 同梱物
33W AC アダプタ（試供品）, USB Type-C ケーブル（試供品）, SIM 取り出しツール（試供品）, Type-C to 3.5 mm イヤホン アダプタ（試供品）, 保護ケース（試供品）, クイックスタートガイド, 保証書